# Harriet Andersson
Harriet Andersson (født 14. februar 1932 i Skeppsholm) er en svensk skuespillerinde, der særligt er kendt for medvirken i en række Ingmar Bergman-film som Sommeren  med Monika (1953), Gøglernes aften (1953), Sommernattens smil (1955), Som i et spejl (1961), Hvisken og råb (1972) og Fanny og Alexander (1982).

## Karriere
Efter at have arbejdet i butik som ganske ung kom Harriet Andersson på Calle Flygare Teaterskola, senere fulgt at optagelse som elev på Oscarsteatern i 1949, begge beliggende i Stockholm. Hun fik en statistrolle i filmen Hvor er min kone? samme år, og på teatret medvirkede hun i forestillinger som Annie Get Your Gun og Snehvide. I de følgende par år optrådte hun i små roller i en række svenske film, og i én af dem, Motordjævelen (1950), så Ingmar Bergman hende. Hun spillede i samme periode ofte revy, og i én af disse forestillinger sang hun sangen "Vill ni ha en sommar med Monika?". Den unge Harriet Andersson gjorde så stort et indtryk på Bergman, at han skabte flere hovedroller til hende, og de to havde desuden i en periode et kærlighedsforhold. Bergman tog i 1953 Andersson med til Malmö stadsteater, hvor hun spillede i flere opsætninger af Bergman, blandt andet i Luigi Pirandellos Seks personer søger en forfatter og Franz Kafkas Slottet. I 1956 vendte hun tilbage til Stockholm, hvor hun vakte opsigt som titelpersonen i Anne Franks dagbog.
Hun indspillede fortsat film, og ikke blot af Bergman; således modtog hun en Bodil for rollen som Sofia i Henning Carlsens Mennesker mødes og sød musik opstår i hjertet (1967). Andre markante filmpræstationer leverede hun i sin daværende samlever Jörn Donners At elske (1964), i Mai Zetterlings Elskende par (1964) og Pigerne (1968) og i nyere tid i Lars von Triers Dogville (2003).

## Privatliv
Harriet Andersson var gift to gange. I perioden 1959-1964 var hun gift med Bertil Wejfeldt og 1980-1982 med Bobo Håkansson. Derudover havde hun forhold til flere andre mænd; udover Bergman og Donner kan også nævnes Per Oscarsson og Gunnar Hellström.
I 2005 udkom bogen Harriet Andersson – samtal med Jan Lumholdt udgivet sammen med journalisten Jan Lumholdt.